# Octomeria spannagelii
Octomeria spannagelii är en orkidéart som beskrevs av Frederico Carlos Hoehne. Octomeria spannagelii ingår i släktet Octomeria och familjen orkidéer. Inga underarter finns listade i Catalogue of Life.